# In the Blood (film 2014)
In the Blood è un film del 2014 diretto da John Stockwell.

## Trama
Nel 2002, Ava, ragazzina di 14 anni di Bridgeport, Connecticut, si sveglia nel cuore della notte e assiste all'uccisione di suo padre, signore della droga, da parte di due intrusi mascherati, al che afferra un fucile e spara contro i due aggressori. Dodici anni più tardi, dopo una vita dura ed il recupero dalla dipendenza dall'alcool e dalla droga, Ava sposa il ricco Derek Grant ad Arlington, che aveva conosciuto mentre frequentava il "Narcotici Anonimi Incontri". 
Finita la cerimonia, gli sposi volano via per la luna di miele su un'isola caraibica dove la famiglia di Derek possiede una casa estiva. Una sera, la coppia fa amicizia con un giovane del luogo, di nome Manny, che li invita ad andare in una discoteca. Nel locale Ava viene coinvolta in una violenta lotta con diversi clienti a seguito dell'incontro con il criminale Big Biz. La mattina seguente, Manny invita Ava e Derek a percorrere "El Vuidador" ("The Widowmaker") una zip-line lunga un miglio nella foresta pluviale. Una volta lì, Ava, che soffre di vertigini, rifiuta di continuare il percorso, mentre il marito lo fa, ma la sua imbracatura si slaccia durante la discesa, facendolo cadere a terra. Poco dopo Ava lo ritrova nella foresta: è vivo ma privo di sensi e gravemente ferito. 
Arrivati i soccorsi, le viene impedito di salire in ambulanza con lui, ma Ava riesce comunque a raggiungere l'ospedale, dove il personale nega che Derek sia stato portato lì. Dopo essersi resa conto che nessuna delle altre cliniche e strutture mediche dell'isola hanno ricoverato il marito, Ava si precipita dalla polizia per denunciare la scomparsa di Derek. Bloccata in una terra straniera, di fronte all'inerzia da parte delle autorità locali e sospettata dal proprio suocero, Ava cercherà di capire ciò che è accaduto e ritrovare il marito a tutti i costi.